# 강태우 (가수)
강태우(1999년 4월 30일 ~ )는 대한민국의 모델이자 배우이자 가수로 스타디움 소속이며 대한민국의 아이돌 그룹 더 맨 블랙 멤버이다.

## 출연 작품

### 드라마
- 2020년 TV조선 《바람과 구름과 비》... 어린 최천중 역